# František Exner
František Exner (* 16. května 1931) byl český a československý politik Komunistické strany Československa, poslanec České národní rady a Sněmovny lidu Federálního shromáždění za normalizace.

## Biografie
V roce 1968 je zmiňován jako hlavní inženýr statku z obvodu Tachov. K roku 1971 se profesně uvádí jako ředitel oborového podniku státní statky.
Po federalizaci Československa usedl roku 1969 do České národní rady, kde setrval do konce volebního období, tedy do voleb v roce 1971. Ve volbách roku 1971 zasedl do Sněmovny lidu (volební obvod č. 53 - Tachov, Západočeský kraj). Mandát obhájil ve volbách v roce 1976 (obvod Tachov) a volbách v roce 1981 (obvod Tachov-Mariánské Lázně). Ve Federálním shromáždění setrval do konce funkčního období, tedy do voleb v roce 1986.